# Карло Стипанич
Карло Стипанич (8 грудня 1941) — хорватський ватерполіст.
Олімпійський чемпіон 1968 року, срібний призер 1964 року, учасник 1972 року.